# Velecvjetna moračina
Velecvjetna moračina (lat. Orlaya grandiflora) je vrsta cvjetnice iz porodice Apiaceae, porijeklom iz mediteranske Europe. Raste do 90 cm, ovo je višegranasta jednogodišnja biljka s razdvojenim papratnim listovima i plosnatim metlicama čisto bijelih cvjetova tijekom dugog razdoblja ljeta. Nejednaka veličina pojedinačnih cvjetova daje joj izgled čipke, posebno kada je posađena na velikoj površini.
Preferira sunčan, dobro dreniran položaj.